# Бозовіч (комуна)
Бозовіч (рум. Bozovici) — комуна у повіті Караш-Северін в Румунії. До складу комуни входять такі села (дані про населення за 2002 рік):
- Бозовіч (2408 осіб) — адміністративний центр комуни
- Валя-Мінішулуй (6 осіб)
- Поняска (78 осіб)
- Пріліпец (829 осіб)

Комуна розташована на відстані 328 км на захід від Бухареста, 42 км на південь від Решиці, 110 км на південний схід від Тімішоари.

## Населення
За даними перепису населення 2002 року у комуні проживала 3321 особа.
Національний склад населення комуни:
| Національність            | Кількість осіб | Відсоток |
| ------------------------- | -------------- | -------- |
| румуни                    | 3144           | 94,7%    |
| цигани                    | 84             | 2,5%     |
| чехи                      | 54             | 1,6%     |
| угорці                    | 18             | 0,5%     |
| німці                     | 13             | 0,4%     |
| українці                  | 4              | 0,1%     |
| серби                     | 2              | 0,1%     |
| чанго                     | 1              | < 0,1%   |
| не вказали національність | 1              | < 0,1%   |

Рідною мовою назвали:
| Мова       | Кількість осіб | Відсоток |
| ---------- | -------------- | -------- |
| румунська  | 3214           | 96,8%    |
| циганська  | 40             | 1,2%     |
| чеська     | 40             | 1,2%     |
| угорська   | 15             | 0,5%     |
| німецька   | 9              | 0,3%     |
| українська | 2              | 0,1%     |
| сербська   | 1              | < 0,1%   |

Склад населення комуни за віросповіданням:
| Релігія                                       | Кількість осіб | Відсоток |
| --------------------------------------------- | -------------- | -------- |
| православні                                   | 2991           | 90,1%    |
| баптисти                                      | 178            | 5,4%     |
| римо-католики                                 | 86             | 2,6%     |
| п'ятдесятники                                 | 29             | 0,9%     |
| бретрени                                      | 10             | 0,3%     |
| реформати                                     | 8              | 0,2%     |
| греко-католики                                | 3              | 0,1%     |
| адвентисти                                    | 3              | 0,1%     |
| мусульмани                                    | 2              | 0,1%     |
| лютерани (Синодально-пресвітеріанська церква) | 2              | 0,1%     |
| не вказали релігію                            | 8              | 0,2%     |